# Saint-Clément-Rancoudray
Saint-Clément-Rancoudray é uma comuna francesa na região administrativa da Normandia, no departamento Mancha. Estende-se por uma área de 31,76 km². Em 2010 a comuna tinha 558 habitantes (densidade: 17,6 hab./km²).